# Lily Carlstedt
Pour les articles homonymes, voir Carlstedt.
Lily Marie Louise Carlstedt-Kelsby, née le 5 mars 1926 à Søllerød et décédée le 14 juin 2002, est une athlète danoise spécialiste du lancer du javelot.

## Carrière

### Palmarès
| Date | Compétition           | Lieu     | Résultat | Performance |
| ---- | --------------------- | -------- | -------- | ----------- |
| 1948 | Jeux olympiques d'été | Londres  | 3e       | 42,08 m     |
| 1952 | Jeux olympiques d'été | Helsinki | 5e       | 46,23 m     |

### Records
| Épreuve           | Performance | Lieu | Date |
| ----------------- | ----------- | ---- | ---- |
| Lancer de javelot | 46,28 m     |      | 1956 |